# Кошерное вино

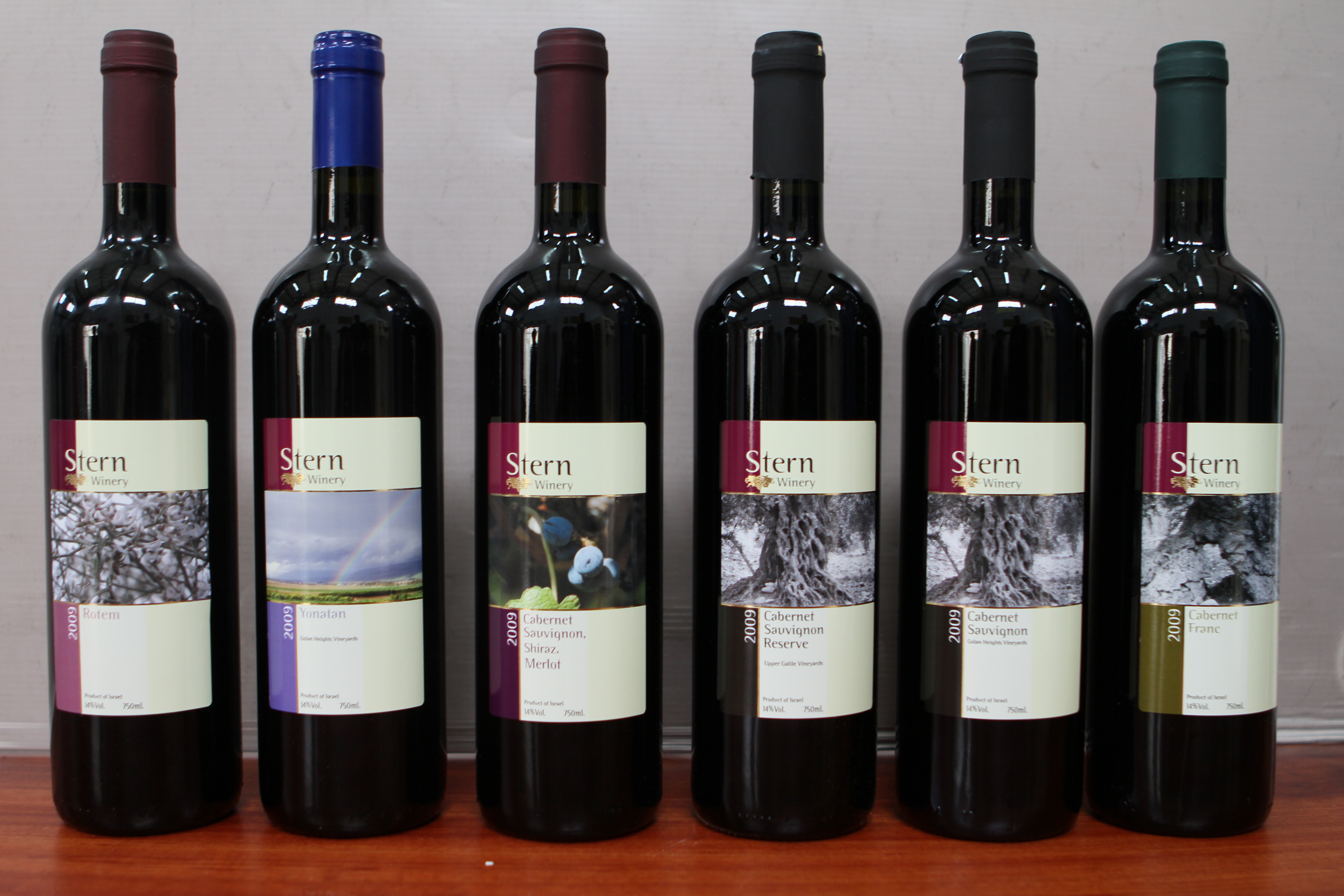
Израильское коллекционное кошерное вино винодельни Штерн
Кошерное вино в источниках:
- Тора — Второзаконие 32:38
- Мишна — Авода Зара 29b
- Вавилонский Талмуд — Авода Зара 30a

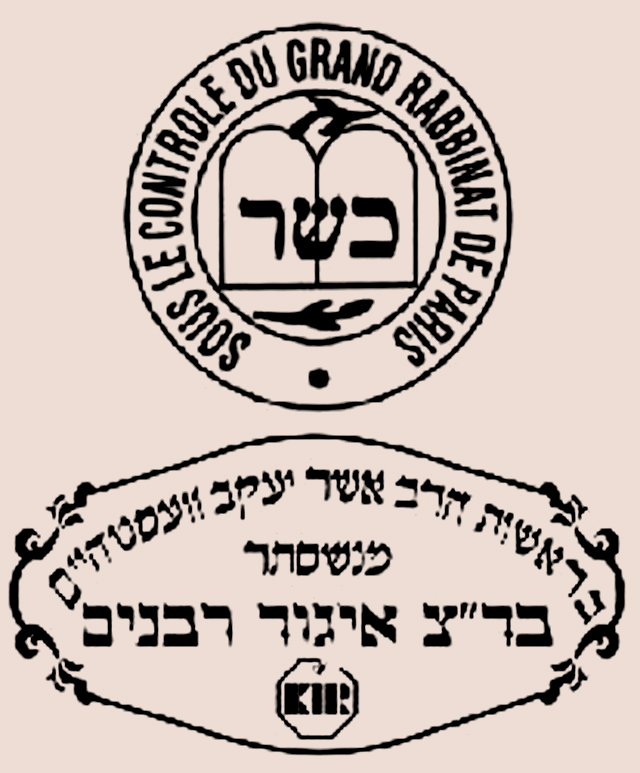
Хехшер — один из знаков сертификации кошерного вина.

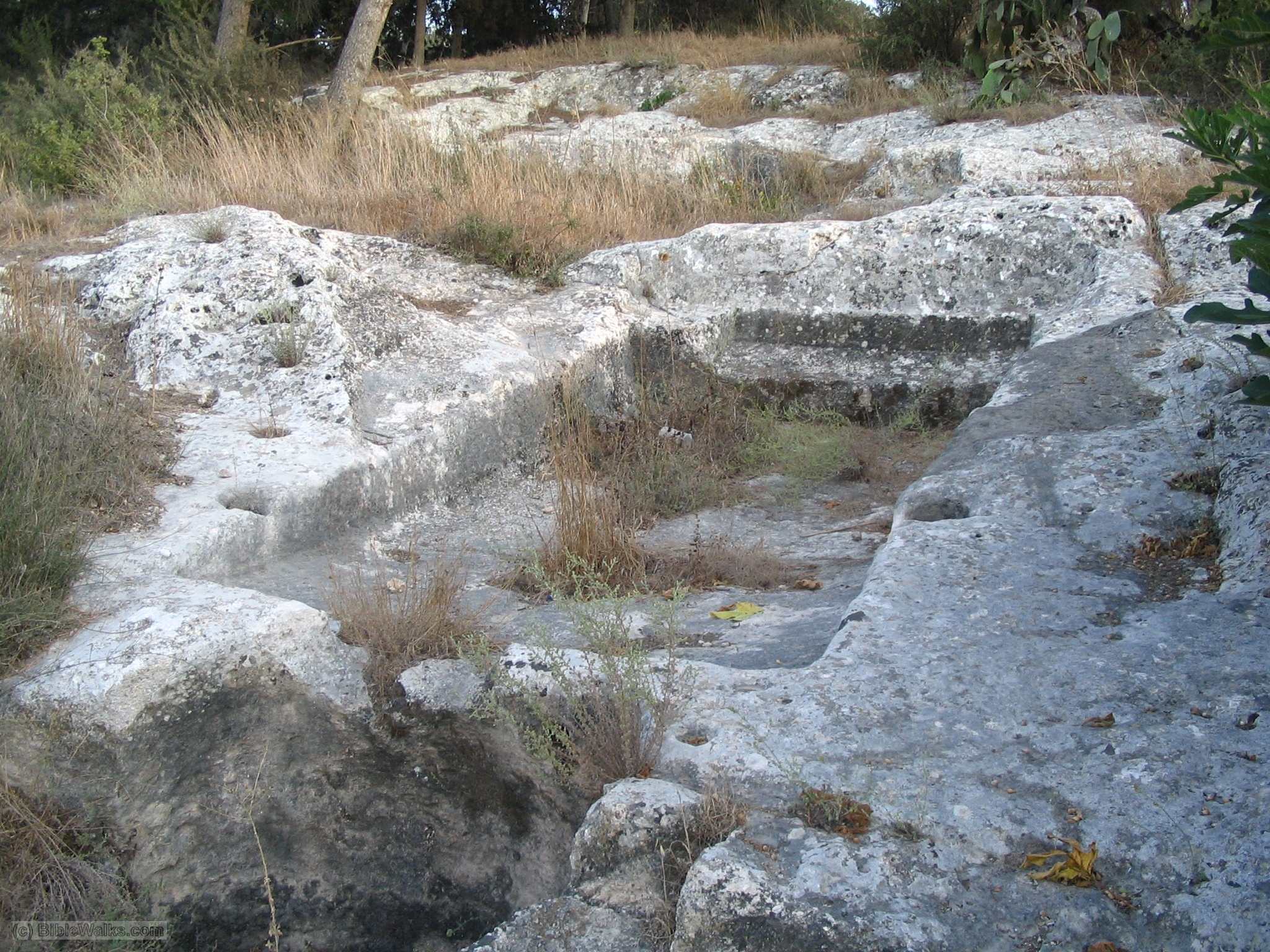
Древний израильская давильня вина в Мигдаль-ха-Эмек.

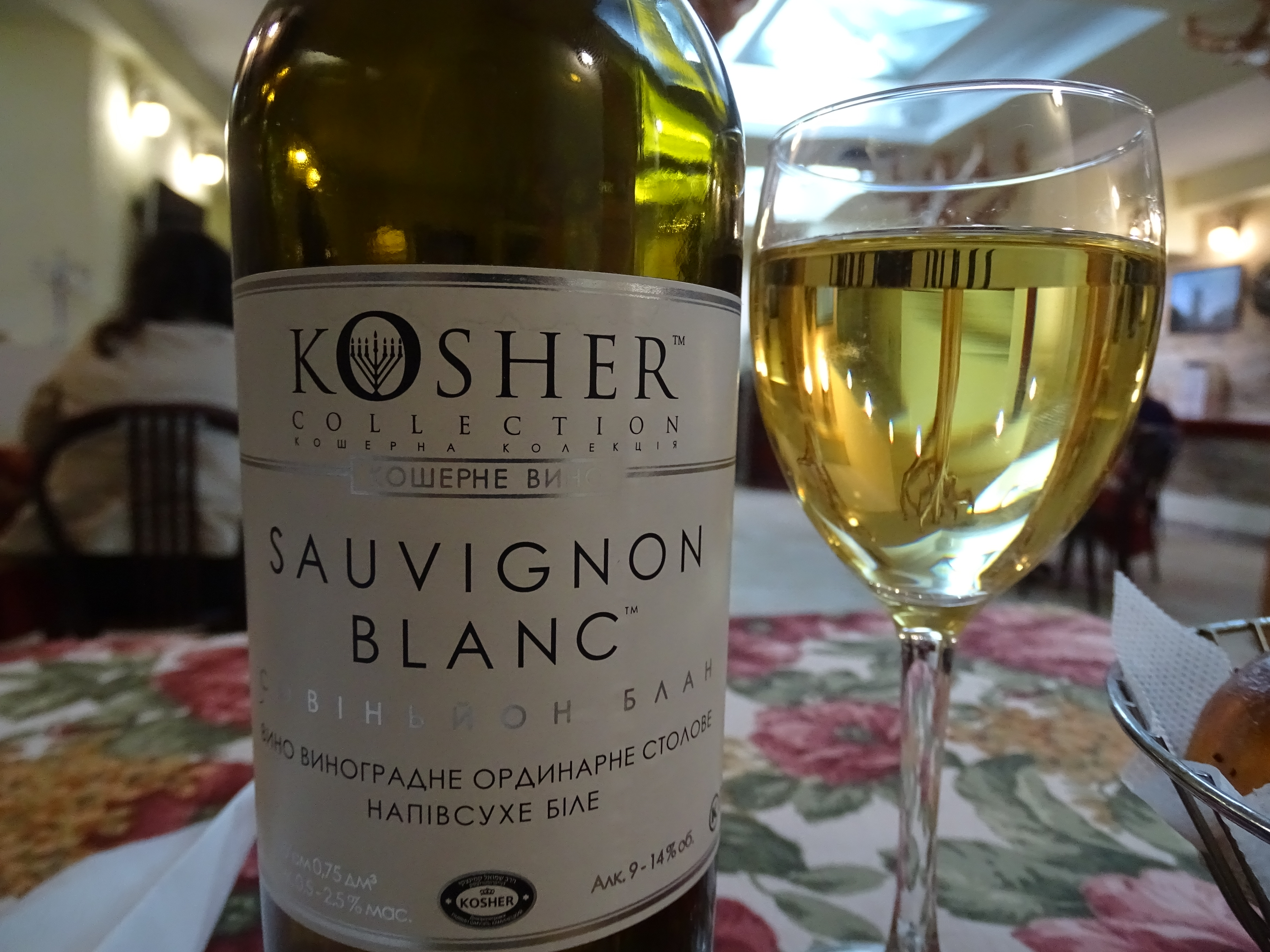
Кошерное вино на Украине.

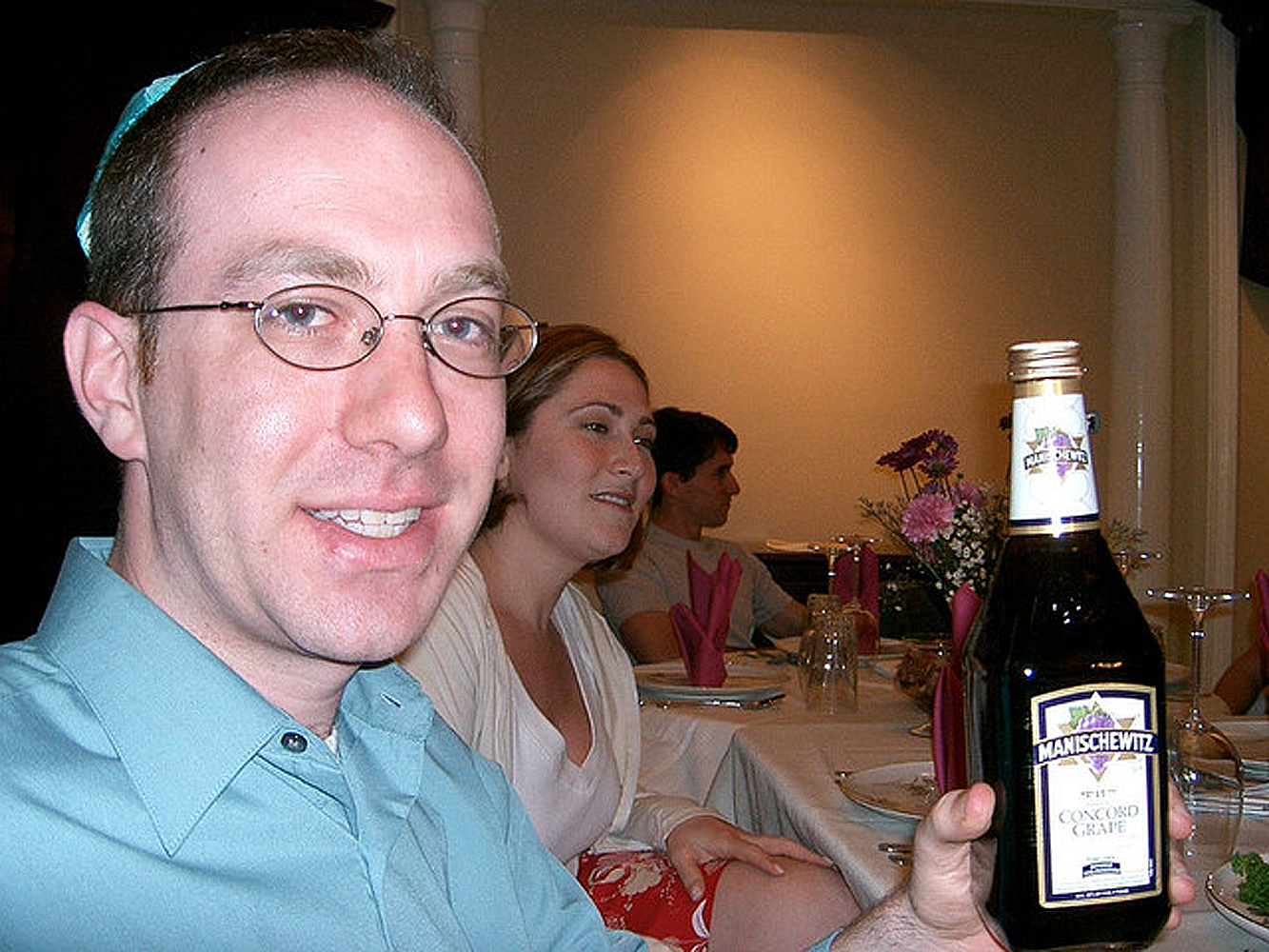
Бутылка Манишевица, виноград Конкорд (США).

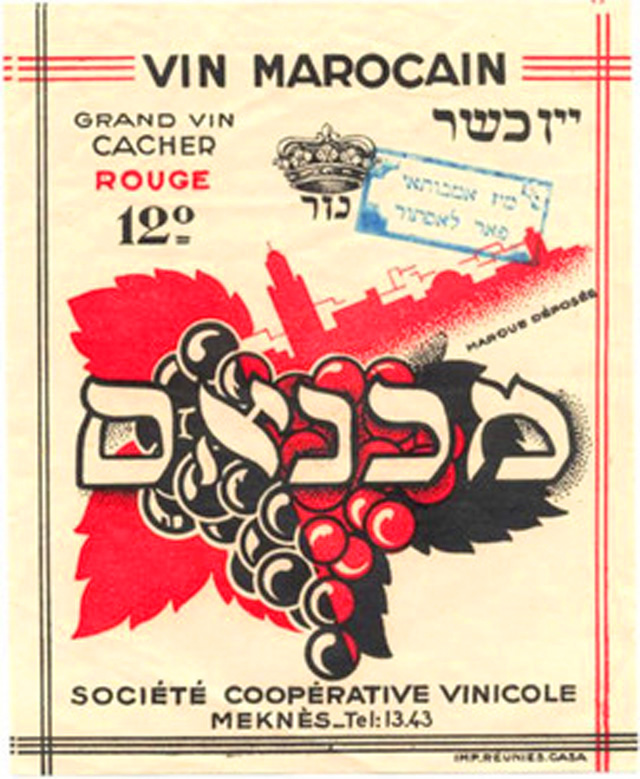
Этикетка кошерного вина из Марокко, 1930 год.

Кошерное вино (ивр. יין כשר‎) — виноградное вино, произведенное в соответствии с религиозными законами иудаизма, в частности, иудейскими диетическими законами кашрута.

## Общая информация
Чтобы вино считалось кошерным, евреи, соблюдающие субботу, должны контролировать весь процесс виноделия, а иногда и управлять им, с момента измельчения винограда до розлива вина в бутылки, а любые используемые ингредиенты, включая наполнители, должны быть кошерными. Вино, которое описывается как «кошерное для Песаха», должно быть защищено от контакта с хамецем, например, зерном, хлебом и тестом, а также бобовых и производных кукурузы.
Когда кошерное вино производится и предназначено для продажи на коммерческой основе, оно должно иметь «хехшер» (hechsher) («печать одобрения») от агентства по сертификации кошерных продуктов или от уполномоченного раввина, который является лицом посек («лицо, принимающее решения» по еврейскому закону), или же под надзором Бейт-дин («Еврейский религиозный суд»).
В последнее время наблюдается рост спроса на кошерные вина, и несколько стран-производителей вина теперь производят широкий спектр сложных кошерных вин под строгим раввинским контролем, особенно в Израиле, США, Франции, Германии, Италии, Португалии, Южной Африке, Чили и Австралии.

## История
Использование вина в иудаизме имеет долгую историю, восходящую к библейским временам. Археологические данные показывают, что вино производилось по всей территории древнего Израиля. Традиционное и религиозное употребление вина продолжалось в еврейской диаспоре. В Соединенных Штатах кошерные вина стали ассоциироваться со сладкими винами Конкорд, производимыми винодельнями, основанными еврейскими иммигрантами в Нью-Йорке.
Начиная с 1980-х годов, тенденция к производству сухих кошерных вин высшего качества началась с возрождения израильской винодельческой промышленности. Сегодня кошерные вина производятся не только в Израиле, но и во всем мире, в том числе в таких винодельческих регионах, как известная в мире долина Напа (в американском штате Калифорния, и регион Бордо (Сент-Эмильон).

## Роль вина в еврейских праздниках и ритуалах
|  | Одна из жестоких иронических историй заключается в том, что кровавый навет - обвинения в адрес евреев, использующих кровь убитых не еврейских детей для изготовления вина и мацы - стал ложным предлогом для многочисленных погромов. И из-за опасности те, кто живет в месте, где происходят кровавые наветы, галахически освобождены от употребления [кошерного] красного вина, чтобы оно не было изъято как «доказательство» против них. |

Почти все еврейские праздники, особенно пасхальный седер, когда все присутствующие пьют по четыре чашки вина, в Пурим для праздничной трапезы и в Шаббат, требуют обязательного благословения (кидуш) над наполненными чашами кошерного вина, которые затем выпиваются. В этих случаях также подходит виноградный сок. Если в Шаббат нет вина или виноградного сока, достаточно благословения над халой.
При еврейских браках, обрезаниях и при церемониях искупления первородных почти всегда над кошерным вином (или виноградным соком) произносится обязательное благословение Борей При ХаГафен («Благословен Ты, Господь, сотворивший плод виноградной лозы»).
Согласно учению Мидраша, запретным плодом, который съела Ева и который она дала Адаму, был виноград, из которого получают вино, хотя другие оспаривают это и говорят, что на самом деле это был инжир. Способность вина вызывать опьянение с последующим ослаблением запретов описывается древними раввинами на иврите как nichnas yayin, yatza sod, что примерно соответствует поговорке «истина в вине». Существует и ещё одно древнее высказывание, приписываемое Эйн Симха Эла БеБасар Вейяину — «Нет радости, кроме мяса и вина».

## Требования к кошерности
Поскольку вино играет особую роль и во многих не еврейских религиях, в законах о кашруте указано, что вино не может считаться кошерным, если оно могло использоваться для идолопоклонства. Эти законы включают Яин Несех (יין נסך) (вино, которое вылили идолу), и Стам Яином (вино, к которому прикоснулся кто-то, кто верит в идолопоклонство), или произведённое не евреями. Когда кошерное вино называется яин мевушаль (יין מבושל («приготовленное» или «сваренное»), оно становится непригодным для идолопоклоннического употребления и сохранит статус кошерного вина, даже если впоследствии к нему прикоснётся идолопоклонник.
Хотя ни один из ингредиентов, входящих в состав вина (алкоголь, сахар, кислотность и фенолы), не считается не кошерными, законы кашрута, касающиеся вина, больше говорят о том, кто обращается с производством вина и из чего его делают. Чтобы вино считалось кошерным, только евреи, соблюдающие субботу, могут заниматься виноделием от выращивания виноградной лозы до пастеризации вина или закрытия бутылок.

### Мевушаль
Вино мевушаль часто используется в кошерных ресторанах и поставщиками кошерного питания, чтобы вино могли подавать не евреи или не соблюдающие правила официанты.
Процесс полного кипячения вина убивает большую часть мелкой плесени на винограде и значительно изменяет танины и аромат вина. Поэтому большое внимание уделяется соблюдению требований законодательства при минимальном нагревании вина. Между галахическими специалистами существуют значительные разногласия относительно точной температуры, которую должно достичь вино, чтобы считаться мевушалем, в диапазоне от 74 °C до 90 °C. При этой температуре вино не закипает, а готовится намного быстрее, чем обычно. Варка при минимально необходимой температуре снижает часть ущерба, нанесённого вину, но все еще оказывает существенное влияние на качество и выдержку вина.
Процесс, называемый быстрой пастеризацией, быстро нагревает вино до желаемой температуры и сразу же охлаждает его до комнатной температуры. Считается, что этот процесс оказывает минимальное влияние на вкус, по крайней мере, для случайного любителя вина.
Независимо от метода, процесс пастеризации должен контролироваться машгиахом (инспектором кошерного предприятия), чтобы гарантировать кошерный статус вина. Как правило, он посещает винодельню, чтобы физически опрокинуть фрукты в измельчитель, и работает с оборудованием для пастеризации. После того, как вино выходит из процесса, его можно обрабатывать и выдерживать обычным способом.

### Кошерное вино в караимском иудаизме
Для караимского иудаизма кошерное вино является специальной выдумкой, поскольку в Торе нет упоминания о кошерном вине. Караимы утверждают, что кошерное вино впервые появилось во времена второго храма в Иерусалиме в I веке с зарождением фарисейского иудаизма под властью Рима. В то время неевреев подозревали в том, что они являются набожными идолопоклонниками, а евреев подозревали в том, что они совершают небольшое возлияние вина в честь своего Бога, как только представлялась возможность.
В результате, согласно представлениям караимов, фарисеи, предшественники раввинского иудаизма, считали, что вино объединяет различные религиозные общины и приводит к смешанным бракам, что, в свою очередь, приводит к уничтожению еврейской идентичности. По их мнению, это может увеличить социальную близость с неевреями, что может привести к интимному примирению, затем к браку и, следовательно, к ассимиляции.
Именно в не религиозном, но чисто социальном и политическом контексте раввины того времени изобрели так называемое «кошерное» вино и закрепили его в своем устном законе.